# Ovar
Ovar (o'vaɾ) è un comune portoghese di 55 198 abitanti situato nel distretto di Aveiro.

## Carnevale
Nel periodo del carnevale si svolge il Carnaval de Ovar, celebrato dal 1952 anche se la tradizione risale al 1887. Si tratta di uno dei maggiori eventi di questo genere in tutto il Portogallo.

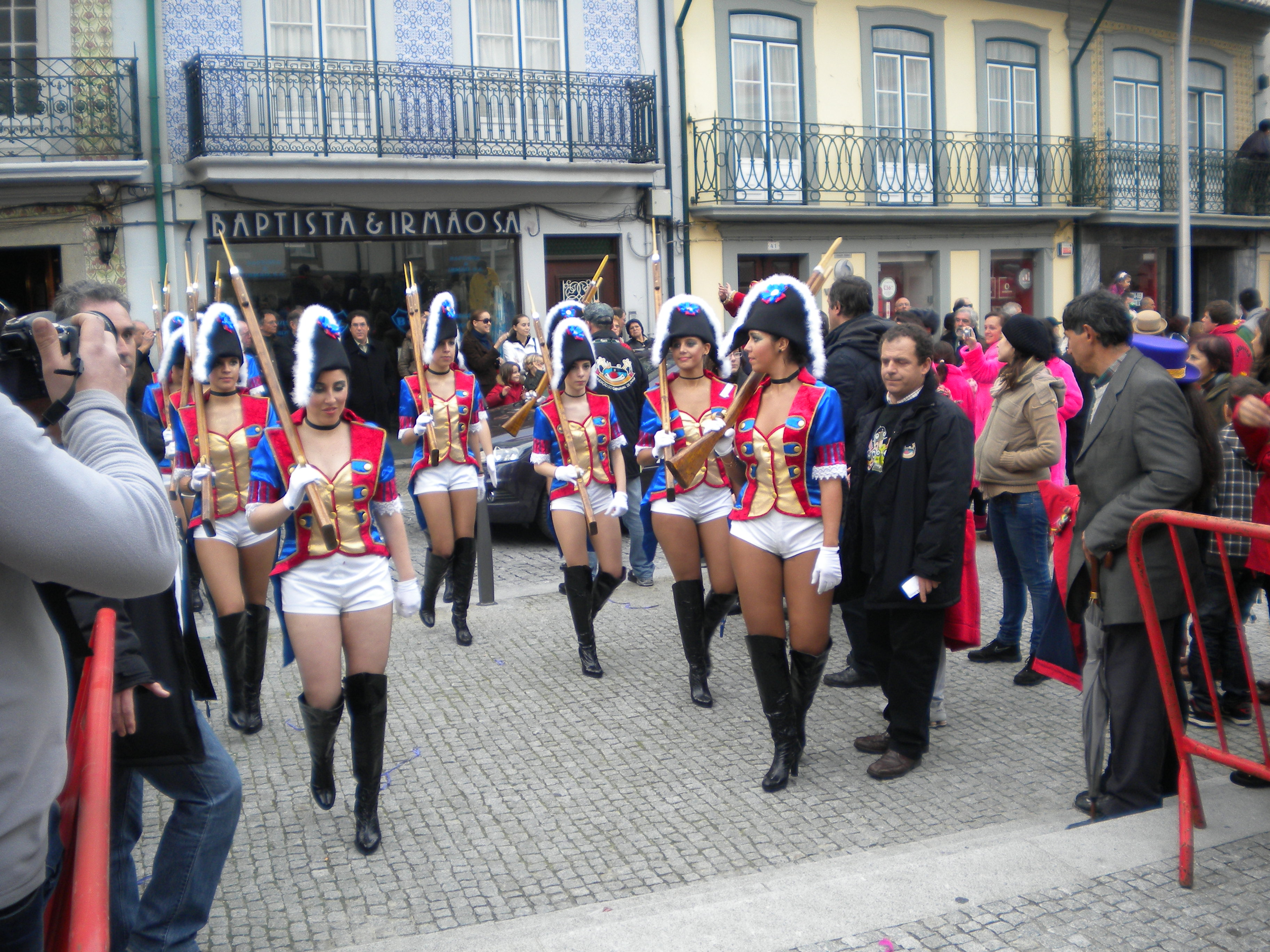
Carnevale di Ovar nel 2011

La cerimonia di apertura si svolge solitamente intorno al 28 gennaio di ogni anno con uno spettacolo presso il Mercado Municipal de Ovar e la sfilata dei Gigantones e Cabeçudos (i Giganti e i Testoni), curati dall'antica comunità di zigani. Poi, fino al 21 febbraio, la città organizza diversi eventi, dai cortei allegorici notturni agli allegri balli in maschera al suono della samba (A Chegada do Novo Rei) – organizzati da scuole di ballo storiche –, alle sfilate notturne, ai cortei carnevaleschi – composti da più di duemila comparse –, dai concerti musicali di cantanti nazionali ai laboratori creativi per allestire il proprio cappello di Carnevale.
Per circa un mese, Ovar diventa così teatro a cielo aperto con il sottofondo di musica e contornato da molti artisti che si esibiscono all'Espaço Folião.

## Società

### Evoluzione demografica
| Popolazione di Ovar (1801 – 2004) | Popolazione di Ovar (1801 – 2004) | Popolazione di Ovar (1801 – 2004) | Popolazione di Ovar (1801 – 2004) | Popolazione di Ovar (1801 – 2004) | Popolazione di Ovar (1801 – 2004) | Popolazione di Ovar (1801 – 2004) | Popolazione di Ovar (1801 – 2004) | Popolazione di Ovar (1801 – 2004) |
| --------------------------------- | --------------------------------- | --------------------------------- | --------------------------------- | --------------------------------- | --------------------------------- | --------------------------------- | --------------------------------- | --------------------------------- |
| 1801                              | 1849                              | 1900                              | 1930                              | 1960                              | 1981                              | 1991                              | 2001                              | 2004                              |
| 10822                             | 10075                             | 25605                             | 29970                             | 35320                             | 45378                             | 49659                             | 55198                             | 56715                             |

## Freguesias
- Cortegaça
- Esmoriz
- Maceda
- Ovar, São João de Ovar, Arada e São Vicente de Pereira Jusã
- Válega